# Trofeo Felanitx-Ses Salines-Campos-Porreres 2016
La 25e édition du Trofeo Felanitx-Ses Salines-Campos-Porreres a eu lieu le 28 janvier 2016. La course fait partie du calendrier UCI Europe Tour 2016 en catégorie 1.1.
L'épreuve a été remportée lors d'un sprint massif par l'Allemand André Greipel (Lotto-Soudal) qui s'impose respectivement devant l'Irlandais Sam Bennett (Bora-Argon 18) et le Norvégien Edvald Boasson Hagen (Dimension Data).
L'Espagnol Eneko Lizarralde (Euskadi Basque Country-Murias) s'adjuge le classement de la montagne, le Portugais Domingos Gonçalves (Caja Rural-Seguros RGA) ceux des Metas Volantes et du combiné et l'Espagnol Xavier Cañellas (Équipe nationale d'Espagne) celui des sprints spéciaux. Albert Torres (Équipe nationale d'Espagne) finit meilleur coureur Baléare tandis que la formation italienne GM Europa Ovini gagne le classement par équipes.

## Présentation

### Équipes
Classé en catégorie 1.1 de l'UCI Europe Tour, le Trofeo Felanitx-Ses Salines-Campos-Porreres est par conséquent ouvert aux WorldTeams dans la limite de 50 % des équipes participantes, aux équipes continentales professionnelles, aux équipes continentales et aux équipes nationales.
Vingt-et-unes équipes participent à ce Trofeo Felanitx-Ses Salines-Campos-Porreres - neuf WorldTeams, cinq équipes continentales professionnelles, cinq équipes continentales et deux équipes nationales :
| UCI WorldTeams   | UCI WorldTeams | UCI WorldTeams |
| Nom de l'équipe  | Pays           | Code           |
| ---------------- | -------------- | -------------- |
| Cannondale       | États-Unis     | CPT            |
| Dimension Data   | Afrique du Sud | DDD            |
| Etixx-Quick Step | Belgique       | EQS            |
| FDJ              | France         | FDJ            |
| IAM              | Suisse         | IAM            |
| Lotto-Soudal     | Belgique       | LTS            |
| Movistar         | Espagne        | MOV            |
| Sky              | Royaume-Uni    | SKY            |
| Trek-Segafredo   | États-Unis     | TFS            |

| Équipes continentales professionnelles | Équipes continentales professionnelles | Équipes continentales professionnelles |
| Nom de l'équipe                        | Pays                                   | Code                                   |
| -------------------------------------- | -------------------------------------- | -------------------------------------- |
| Bora-Argon 18                          | Allemagne                              | BOA                                    |
| Caja Rural-Seguros RGA                 | Espagne                                | CJR                                    |
| Cofidis                                | France                                 | COF                                    |
| Gazprom-RusVelo                        | Russie                                 | GAZ                                    |
| Roth                                   | Suisse                                 | ROT                                    |

| Équipes continentales         | Équipes continentales | Équipes continentales |
| Nom de l'équipe               | Pays                  | Code                  |
| ----------------------------- | --------------------- | --------------------- |
| Burgos BH                     | Espagne               | BUR                   |
| Euskadi Basque Country-Murias | Espagne               | EUS                   |
| GM Europa Ovini               | Italie                | GME                   |
| Lokosphinx                    | Russie                | LOK                   |
| Stradalli-Bike Aid            | Allemagne             | BAI                   |

| Équipes nationales              | Équipes nationales | Équipes nationales |
| Nom de l'équipe                 | Pays               | Code               |
| ------------------------------- | ------------------ | ------------------ |
| Équipe nationale d'Espagne      | Espagne            | ESP                |
| Équipe nationale du Royaume-Uni | Royaume-Uni        | GBR                |

## Classements

### Classement final
| \| Classement général \| Classement général \| Classement général \| Classement général \| Classement général \| \| Coureur \| Coureur \| Pays \| Équipe \| Temps \| \| ------------------ \| -------------------- \| ------------------ \| -------------------------- \| ------------------ \| \| 1er \| André Greipel \| Allemagne \| Lotto-Soudal \| 4 h 05 min 15 s \| \| 2e \| Sam Bennett \| Irlande \| Bora-Argon 18 \| + 0 s \| \| 3e \| Edvald Boasson Hagen \| Norvège \| Dimension Data \| + 0 s \| \| 4e \| Ramūnas Navardauskas \| Lituanie \| Cannondale \| + 0 s \| \| 5e \| Matteo Trentin \| Italie \| Etixx-Quick Step \| + 0 s \| \| 6e \| Jonas Van Genechten \| Belgique \| IAM Cycling \| + 0 s \| \| 7e \| Andrew Fenn \| Royaume-Uni \| Team Sky \| + 0 s \| \| 8e \| Filippo Fortin \| Italie \| GM Europa Ovini \| + 0 s \| \| 9e \| Marc Sarreau \| France \| FDJ \| + 0 s \| \| 10e \| Albert Torres \| Espagne \| Espagne \| + 0 s \| \| 11e \| Hugo Hofstetter \| France \| Cofidis, Solutions Crédits \| + 0 s \| \| 12e \| José Gonçalves \| Portugal \| Caja Rural-Seguros RGA \| + 0 s \| \| 13e \| Federico Burchio \| Italie \| GM Europa Ovini \| + 0 s \| \| 14e \| Owain Doull \| Royaume-Uni \| Grande-Bretagne \| + 0 s \| \| 15e \| Youcef Reguigui \| Algérie \| Dimension Data \| + 0 s \| \| 16e \| Loïc Chetout \| France \| Cofidis, Solutions Crédits \| + 0 s \| \| 17e \| Edward Theuns \| Belgique \| Trek-Segafredo \| + 0 s \| \| 18e \| Kirill Sveshnikov \| Russie \| Gazprom-RusVelo \| + 0 s \| \| 19e \| Jens Debusschere \| Belgique \| Lotto-Soudal \| + 0 s \| \| 20e \| Lluís Mas \| Espagne \| Caja Rural-Seguros RGA \| + 0 s \| \| 21e \| Christopher Latham \| Royaume-Uni \| Team Wiggins \| + 0 s \| \| 22e \| Vegard Stake Laengen \| Norvège \| IAM Cycling \| + 0 s \| \| 23e \| Olivier Le Gac \| France \| FDJ \| + 0 s \| \| 24e \| Vicente Reynés \| Espagne \| IAM Cycling \| + 0 s \| \| 25e \| Ivan Balykin \| Russie \| GM Europa Ovini \| + 0 s \| |                      |             |                            |                 |
| |                      |             |                            |                 |
| Sources : ProCyclingStats Cycling Quotient Cycling Archives |                      |             |                            |                 |
| Classement général |                      |             |                            |                 |
| Coureur | Coureur              | Pays        | Équipe                     | Temps           |
| 1er | André Greipel        | Allemagne   | Lotto-Soudal               | 4 h 05 min 15 s |
| 2e | Sam Bennett          | Irlande     | Bora-Argon 18              | + 0 s           |
| 3e | Edvald Boasson Hagen | Norvège     | Dimension Data             | + 0 s           |
| 4e | Ramūnas Navardauskas | Lituanie    | Cannondale                 | + 0 s           |
| 5e | Matteo Trentin       | Italie      | Etixx-Quick Step           | + 0 s           |
| 6e | Jonas Van Genechten  | Belgique    | IAM Cycling                | + 0 s           |
| 7e | Andrew Fenn          | Royaume-Uni | Team Sky                   | + 0 s           |
| 8e | Filippo Fortin       | Italie      | GM Europa Ovini            | + 0 s           |
| 9e | Marc Sarreau         | France      | FDJ                        | + 0 s           |
| 10e | Albert Torres        | Espagne     | Espagne                    | + 0 s           |
| 11e | Hugo Hofstetter      | France      | Cofidis, Solutions Crédits | + 0 s           |
| 12e | José Gonçalves       | Portugal    | Caja Rural-Seguros RGA     | + 0 s           |
| 13e | Federico Burchio     | Italie      | GM Europa Ovini            | + 0 s           |
| 14e | Owain Doull          | Royaume-Uni | Grande-Bretagne            | + 0 s           |
| 15e | Youcef Reguigui      | Algérie     | Dimension Data             | + 0 s           |
| 16e | Loïc Chetout         | France      | Cofidis, Solutions Crédits | + 0 s           |
| 17e | Edward Theuns        | Belgique    | Trek-Segafredo             | + 0 s           |
| 18e | Kirill Sveshnikov    | Russie      | Gazprom-RusVelo            | + 0 s           |
| 19e | Jens Debusschere     | Belgique    | Lotto-Soudal               | + 0 s           |
| 20e | Lluís Mas            | Espagne     | Caja Rural-Seguros RGA     | + 0 s           |
| 21e | Christopher Latham   | Royaume-Uni | Team Wiggins               | + 0 s           |
| 22e | Vegard Stake Laengen | Norvège     | IAM Cycling                | + 0 s           |
| 23e | Olivier Le Gac       | France      | FDJ                        | + 0 s           |
| 24e | Vicente Reynés       | Espagne     | IAM Cycling                | + 0 s           |
| 25e | Ivan Balykin         | Russie      | GM Europa Ovini            | + 0 s           |

### Classements annexes
| Classement de la montagne | Classement de la montagne | Classement de la montagne | Classement de la montagne     | Classement de la montagne |
| ------------------------- | ------------------------- | ------------------------- | ----------------------------- | ------------------------- |
|                           | Coureur                   | Pays                      | Équipe                        | Point(s)                  |
| 1er                       | Eneko Lizarralde          | Espagne                   | Euskadi Basque Country-Murias | 9 points                  |
| 2e                        | Grischa Janorschke        | Allemagne                 | Roth                          | 5 pts                     |
| 3e                        | Tom-Jelte Slagter         | Pays-Bas                  | Cannondale                    | 3 pts                     |
| modifier                  |                           |                           |                               |                           |

| Classement des Metas Volantes | Classement des Metas Volantes | Classement des Metas Volantes | Classement des Metas Volantes | Classement des Metas Volantes |
| ----------------------------- | ----------------------------- | ----------------------------- | ----------------------------- | ----------------------------- |
|                               | Coureur                       | Pays                          | Équipe                        | Point(s)                      |
| 1er                           | Domingos Gonçalves            | Portugal                      | Caja Rural-Seguros RGA        | 6 points                      |
| 2e                            | Eneko Lizarralde              | Espagne                       | Euskadi Basque Country-Murias | 3 pts                         |
| 3e                            | Grischa Janorschke            | Allemagne                     | Roth                          | 3 pts                         |
| modifier                      |                               |                               |                               |                               |

| Classement des sprints spéciaux | Classement des sprints spéciaux | Classement des sprints spéciaux | Classement des sprints spéciaux | Classement des sprints spéciaux |
| ------------------------------- | ------------------------------- | ------------------------------- | ------------------------------- | ------------------------------- |
|                                 | Coureur                         | Pays                            | Équipe                          | Point(s)                        |
| 1er                             | Xavier Cañellas                 | Espagne                         | Équipe nationale d'Espagne      | 3 points                        |
| 2e                              | Grischa Janorschke              | Allemagne                       | Roth                            | 3 pts                           |
| 3e                              | Domingos Gonçalves              | Portugal                        | Caja Rural-Seguros RGA          | 2 pts                           |
| modifier                        |                                 |                                 |                                 |                                 |

| Classement du combiné | Classement du combiné | Classement du combiné | Classement du combiné         | Classement du combiné |
| --------------------- | --------------------- | --------------------- | ----------------------------- | --------------------- |
|                       | Coureur               | Pays                  | Équipe                        | Point(s)              |
| 1er                   | Domingos Gonçalves    | Portugal              | Caja Rural-Seguros RGA        | 52 points             |
| 2e                    | Eneko Lizarralde      | Espagne               | Euskadi Basque Country-Murias | 87 pts                |
| 3e                    | Grischa Janorschke    | Allemagne             | Roth                          | 169 pts               |
| modifier              |                       |                       |                               |                       |

| Classement du meilleur coureur Baléare | Classement du meilleur coureur Baléare | Classement du meilleur coureur Baléare | Classement du meilleur coureur Baléare | Classement du meilleur coureur Baléare |
|                                        | Coureur                                | Pays                                   | Équipe                                 | Temps                                  |
| -------------------------------------- | -------------------------------------- | -------------------------------------- | -------------------------------------- | -------------------------------------- |
| 1er                                    | Albert Torres                          | Espagne                                | Équipe nationale d'Espagne             | en 4 h 5 min 45 s                      |
| 2e                                     | Lluís Mas                              | Espagne                                | Caja Rural-Seguros RGA                 | m.t                                    |
| 3e                                     | Vicente Reynés                         | Espagne                                | IAM                                    | m.t                                    |
| modifier                               |                                        |                                        |                                        |                                        |

| Classement par équipes | Classement par équipes | Classement par équipes | Classement par équipes |
|                        | Équipe                 | Pays                   | Temps                  |
| ---------------------- | ---------------------- | ---------------------- | ---------------------- |
| 1re                    | GM Europa Ovini        | Italie                 | en 12 h 15 min 45 s    |
| 2e                     | IAM                    | Suisse                 | m.t                    |
| 3e                     | Caja Rural-Seguros RGA | Espagne                | m.t                    |
| modifier               |                        |                        |                        |

### UCI Europe Tour
Ce Trofeo Felanitx-Ses Salines-Campos-Porreres attribue des points pour l'UCI Europe Tour 2016, par équipes seulement aux coureurs des équipes continentales professionnelles et continentales, individuellement à tous les coureurs sauf ceux faisant partie d'une équipe ayant un label WorldTeam.
| Position           | 1er | 2e | 3e | 4e | 5e | 6e | 7e | 8e | 9e | 10e | 11e | 12e | 13e à 15e | 16e à 25e |
| Classement général | 125 | 85 | 70 | 60 | 50 | 40 | 35 | 30 | 25 | 20  | 15  | 10  | 5         | 3         |

## Liste des participants
- Liste de départ complète

| Légende | Légende                                                                                   | Légende | Légende                                                    |
| ------- | ----------------------------------------------------------------------------------------- | ------- | ---------------------------------------------------------- |
| Num     | Dossard de départ porté par le coureur sur ce Trofeo Felanitx-Ses Salines-Campos-Porreres | Pos     | Position à l'arrivée de la course                          |
|         | Indique un maillot de champion national ou mondial, suivi de sa spécialité                | NP      | Indique un coureur qui n'a pas pris le départ de la course |
| AB      | Indique un coureur qui n'a pas terminé la course                                          | HD      | Indique un coureur qui a terminé la course hors des délais |

| Movistar MOV                                   | Movistar MOV            | Movistar MOV |
| ---------------------------------------------- | ----------------------- | ------------ |
| Num                                            | Coureur                 | Pos          |
| 2                                              | Andrey Amador (CRC)     | 121e         |
| 5                                              | Alex Dowsett (GBR)      | 150e         |
| 6                                              | Imanol Erviti (ESP)     | 124e         |
| 8                                              | Gorka Izagirre (ESP)    | 103e         |
| 9                                              | Ion Izagirre (ESP)      | 105e         |
| 10                                             | Javier Moreno (ESP)     | 93e          |
| 14                                             | Giovanni Visconti (ITA) | 118e         |
| 15                                             | Jorge Arcas (ESP)       | 109e         |
| Directeur sportif : José Vicente García Acosta |                         |              |

| Sky SKY                            | Sky SKY                  | Sky SKY |
| ---------------------------------- | ------------------------ | ------- |
| Num                                | Coureur                  | Pos     |
| 16                                 | Vasil Kiryienka (BLR)    | 53e     |
| 17                                 |                          |         |
| 18                                 | Andrew Fenn (GBR)        | 7e      |
| 20                                 | Christian Knees (GER)    | 69e     |
| 22                                 | David López García (ESP) | 52e     |
| 23                                 | Gianni Moscon (ITA)      | 95e     |
| 26                                 | Nicolas Roche (IRL)      | 123e    |
| 29                                 | Michał Gołaś (POL)       | 78e     |
| Directeur sportif : Servais Knaven |                          |         |

| Cannondale CPT                   | Cannondale CPT             | Cannondale CPT |
| -------------------------------- | -------------------------- | -------------- |
| Num                              | Coureur                    | Pos            |
| 30                               | Ramūnas Navardauskas (LTU) | 4e             |
| 31                               | Matti Breschel (DEN)       | 38e            |
| 32                               | Kristjan Koren (SLO)       | 90e            |
| 33                               | Sebastian Langeveld (NED)  | 108e           |
| 35                               | Ryan Mullen (IRL)          | 33e            |
| 36                               | Toms Skujiņš (LAT)         | 87e            |
| 37                               | Dylan van Baarle (NED)     | 57e            |
| 38                               | Tom-Jelte Slagter (NED)    | 157e           |
| Directeur sportif : Johnny Weltz |                            |                |

| FDJ                                 | FDJ                        | FDJ  |
| ----------------------------------- | -------------------------- | ---- |
| Num                                 | Coureur                    | Pos  |
| 40                                  | Sébastien Chavanel (FRA)   | 141e |
| 41                                  | Arnaud Courteille (FRA)    | 106e |
| 42                                  | Odd Christian Eiking (NOR) | 91e  |
| 44                                  | Matthieu Ladagnous (FRA)   | 99e  |
| 45                                  | Olivier Le Gac (FRA)       | 23e  |
| 46                                  | Jérémy Maison (FRA)        | 120e |
| 47                                  | Lorrenzo Manzin (FRA)      | 110e |
| 48                                  | Marc Sarreau (FRA)         | 9e   |
| Directeur sportif : Thierry Bricaud |                            |      |

| IAM                               | IAM                        | IAM |
| --------------------------------- | -------------------------- | --- |
| Num                               | Coureur                    | Pos |
| 50                                | Vicente Reynés (ESP)       | 24e |
| 51                                | Clément Chevrier (FRA)     | 58e |
| 52                                | Stef Clement (NED)         | 77e |
| 54                                | Martin Elmiger (SUI)       | 41e |
| 55                                | Pirmin Lang (SUI)          | 63e |
| 56                                | Vegard Stake Laengen (NOR) | 22e |
| 57                                | Jonas Van Genechten (BEL)  | 6e  |
| 60                                | Oliver Zaugg (SUI)         | 70e |
| Directeur sportif : Eddy Seigneur |                            |     |

| Etixx-Quick Step EQS               | Etixx-Quick Step EQS        | Etixx-Quick Step EQS |
| ---------------------------------- | --------------------------- | -------------------- |
| Num                                | Coureur                     | Pos                  |
| 61                                 | Zdeněk Štybar (CZE)         | 142e                 |
| 63                                 | Maxime Bouet (FRA)          | 73e                  |
| 65                                 | Laurens De Plus (BEL)       | 143e                 |
| 67                                 | Iljo Keisse (BEL)           | 151e                 |
| 70                                 | Gianni Meersman (BEL)       | 61e                  |
| 71                                 | Niki Terpstra (NED) (Route) | 146e                 |
| 72                                 | Matteo Trentin (ITA)        | 5e                   |
| 73                                 | Julien Vermote (BEL)        | 147e                 |
| Directeur sportif : Jan Schaffrath |                             |                      |

| Dimension Data DDD             | Dimension Data DDD                 | Dimension Data DDD |
| ------------------------------ | ---------------------------------- | ------------------ |
| Num                            | Coureur                            | Pos                |
| 76                             | Edvald Boasson Hagen (NOR) (Route) | 3e                 |
| 78                             | Matthew Brammeier (IRL)            | 137e               |
| 79                             | Bernhard Eisel (AUT)               | 149e               |
| 83                             | Youcef Reguigui (ALG)              | 15e                |
| 84                             | Kanstantsin Siutsou (BLR)          | 71e                |
| 85                             | Daniel Teklehaimanot (ERI)         | 47e                |
| 87                             | Johann van Zyl (RSA)               | 139e               |
| 89                             | Natnael Berhane (ERI) (Route)      | 94e                |
| Directeur sportif : Jens Zemke |                                    |                    |

| Trek-Segafredo TFS                 | Trek-Segafredo TFS      | Trek-Segafredo TFS |
| ---------------------------------- | ----------------------- | ------------------ |
| Num                                | Coureur                 | Pos                |
| 90                                 | Fabian Cancellara (SUI) | 113e               |
| 92                                 | Stijn Devolder (BEL)    | 140e               |
| 93                                 | Yaroslav Popovych (UKR) | 104e               |
| 97                                 | Markel Irizar (ESP)     | 145e               |
| 98                                 | Grégory Rast (SUI)      | 138e               |
| 99                                 | Jasper Stuyven (BEL)    | 40e                |
| 100                                | Edward Theuns (BEL)     | 17e                |
| 102                                | Marco Coledan (ITA)     | 148e               |
| Directeur sportif : Alain Gallopin |                         |                    |

| Lotto-Soudal LTS                | Lotto-Soudal LTS       | Lotto-Soudal LTS |
| ------------------------------- | ---------------------- | ---------------- |
| Num                             | Coureur                | Pos              |
| 103                             | André Greipel (GER)    | 1er              |
| 106                             | Jasper De Buyst (BEL)  | 144e             |
| 108                             | Jens Debusschere (BEL) | 19e              |
| 109                             | Frederik Frison (BEL)  | 163e             |
| 111                             | Jürgen Roelandts (BEL) | 64e              |
| 112                             | Marcel Sieberg (GER)   | 82e              |
| 113                             | Louis Vervaeke (BEL)   | 158e             |
| 114                             | Tim Wellens (BEL)      | 92e              |
| Directeur sportif : Bart Leysen |                        |                  |

| Roth ROT                             | Roth ROT                 | Roth ROT |
| ------------------------------------ | ------------------------ | -------- |
| Num                                  | Coureur                  | Pos      |
| 118                                  | Alberto Cecchin (ITA)    | 34e      |
| 119                                  | Marco D'Urbano (ITA)     | 89e      |
| 121                                  | Grischa Janorschke (GER) | 162e     |
| 122                                  | Martin Kohler (SUI)      | 85e      |
| 123                                  | Matthias Krizek (AUT)    | 75e      |
| 124                                  | Tristan Marguet (SUI)    | 152e     |
| 125                                  | Dylan Page (SUI)         | 31e      |
| 127                                  | Bruno Pires (POR)        | 83e      |
| Directeur sportif : Mirco Lorenzetto |                          |          |

| Bora-Argon 18 BOA                    | Bora-Argon 18 BOA         | Bora-Argon 18 BOA |
| ------------------------------------ | ------------------------- | ----------------- |
| Num                                  | Coureur                   | Pos               |
| 137                                  | Christoph Pfingsten (GER) | 134e              |
| 142                                  | Rüdiger Selig (GER)       | 88e               |
| 143                                  | Sam Bennett (IRL)         | 2e                |
| 145                                  | Michael Schwarzmann (GER) | 153e              |
| 147                                  | Scott Thwaites (GBR)      | 129e              |
| 148                                  | Andreas Schillinger (GER) | 154e              |
| 149                                  | Lukas Pöstlberger (AUT)   | 161e              |
| 150                                  | Zakkari Dempster (AUS)    | 131e              |
| Directeur sportif : Enrico Poitschke |                           |                   |

| Caja Rural-Seguros RGA CJR                | Caja Rural-Seguros RGA CJR | Caja Rural-Seguros RGA CJR |
| ----------------------------------------- | -------------------------- | -------------------------- |
| Num                                       | Coureur                    | Pos                        |
| 155                                       | Lluís Mas (ESP)            | 20e                        |
| 157                                       | Ángel Madrazo (ESP)        | 37e                        |
| 158                                       | Domingos Gonçalves (POR)   | 44e                        |
| 159                                       | José Gonçalves (POR)       | 12e                        |
| 160                                       | Antonio Molina (ESP)       | 66e                        |
| 162                                       | Jaime Rosón (ESP)          | 100e                       |
| 163                                       | Héctor Sáez (ESP)          | 26e                        |
| 166                                       | Ricardo Vilela (POR)       | 84e                        |
| Directeur sportif : José Miguel Fernández |                            |                            |

| Cofidis COF                          | Cofidis COF             | Cofidis COF |
| ------------------------------------ | ----------------------- | ----------- |
| Num                                  | Coureur                 | Pos         |
| 168                                  | Stéphane Rossetto (FRA) | 98e         |
| 170                                  | Luis Ángel Maté (ESP)   | 46e         |
| 171                                  | Yoann Bagot (FRA)       | 97e         |
| 174                                  | Loïc Chetout (FRA)      | 16e         |
| 175                                  | Nicolas Edet (FRA)      | 128e        |
| 177                                  | Hugo Hofstetter (FRA)   | 11e         |
| 180                                  | Rudy Molard (FRA)       | 56e         |
| 181                                  | Anthony Perez (FRA)     | 130e        |
| Directeur sportif : Jean-Luc Jonrond |                         |             |

| Gazprom-RusVelo GAZ               | Gazprom-RusVelo GAZ       | Gazprom-RusVelo GAZ |
| --------------------------------- | ------------------------- | ------------------- |
| Num                               | Coureur                   | Pos                 |
| 184                               | Alexander Serov (RUS)     | 62e                 |
| 185                               | Artur Ershov (RUS)        | 36e                 |
| 187                               | Roman Maikin (RUS)        | 27e                 |
| 190                               | Andrey Solomennikov (RUS) | 133e                |
| 193                               | Alexey Kurbatov (RUS)     | 76e                 |
| 195                               | Kirill Sveshnikov (RUS)   | 18e                 |
| 196                               | Mamyr Stash (RUS)         | 51e                 |
| 197                               | Igor Boev (RUS)           | 59e                 |
| Directeur sportif : Alexei Markov |                           |                     |

| Stradalli-Bike Aid BAI             | Stradalli-Bike Aid BAI  | Stradalli-Bike Aid BAI |
| ---------------------------------- | ----------------------- | ---------------------- |
| Num                                | Coureur                 | Pos                    |
| 200                                | Timo Schafer (GER)      | 136e                   |
| 201                                | Damien Garcia (FRA)     | 117e                   |
| 202                                | Meron Teshome (ERI)     | 156e                   |
| 203                                | Daniel Bichlmann (GER)  | 101e                   |
| 205                                | Joschka Beck (en) (GER) | 32e                    |
| 206                                | Dominik Merseburg (GER) | 166e                   |
| 208                                | Matthias Schnapka (GER) | 164e                   |
| 211                                | Patrick Lechner (GER)   | 159e                   |
| Directeur sportif : Günther Laufer |                         |                        |

| Burgos BH BUR                              | Burgos BH BUR             | Burgos BH BUR |
| ------------------------------------------ | ------------------------- | ------------- |
| Num                                        | Coureur                   | Pos           |
| 212                                        | Juan Carlos Riutort (ESP) | 80e           |
| 213                                        | Pablo Torres (ESP)        | 115e          |
| 216                                        | Víctor Martín (ESP)       | 81e           |
| 217                                        | Ibai Salas (ESP)          | 74e           |
| 218                                        | Jesús del Pino (ESP)      | 67e           |
| 219                                        | Igor Merino (ESP)         | 119e          |
| 220                                        | Jorge Cubero (ESP)        | 48e           |
| 221                                        | Daniel López (ESP)        | 39e           |
| Directeur sportif : Julio Andrés Izquierdo |                           |               |

| Euskadi Basque Country-Murias EUS | Euskadi Basque Country-Murias EUS | Euskadi Basque Country-Murias EUS |
| --------------------------------- | --------------------------------- | --------------------------------- |
| Num                               | Coureur                           | Pos                               |
| 222                               | Garikoitz Bravo (ESP)             | 55e                               |
| 223                               | Beñat Txoperena (ESP)             | 111e                              |
| 224                               | Jon Ander Insausti (ESP)          | 50e                               |
| 225                               | Pello Olaberria (ESP)             | 102e                              |
| 227                               | Imanol Estévez (ESP)              | 54e                               |
| 228                               | Eneko Lizarralde (ESP)            | 79e                               |
| 229                               | Adrián González (ESP)             | 68e                               |
| 230                               | Gotzon Udondo (ESP)               | 114e                              |
| Directeur sportif : Jon Odriozola |                                   |                                   |

| GM Europa Ovini GME                 | GM Europa Ovini GME       | GM Europa Ovini GME |
| ----------------------------------- | ------------------------- | ------------------- |
| Num                                 | Coureur                   | Pos                 |
| 235                                 | José Márquez Romero (ESP) | 122e                |
| 236                                 | Ivan Balykin (RUS)        | 25e                 |
| 237                                 | Federico Burchio (ITA)    | 13e                 |
| 240                                 | Filippo Fortin (ITA)      | 8e                  |
| 241                                 | Davide Pacchiardo (ITA)   | 126e                |
| 242                                 | Matteo Rotondi (ITA)      | 65e                 |
| 243                                 | Andrea Ruscetta (ITA)     | 165e                |
| 244                                 | Andrey Sazanov (RUS)      | 116e                |
| Directeur sportif : Dario Andriotto |                           |                     |

| Lokosphinx LOK                          | Lokosphinx LOK         | Lokosphinx LOK |
| --------------------------------------- | ---------------------- | -------------- |
| Num                                     | Coureur                | Pos            |
| 245                                     | Dmitri Strakhov (RUS)  | 125e           |
| 246                                     | Sergey Vdovin (RUS)    | 28e            |
| 247                                     | Alexander Vdovin (RUS) | 72e            |
| 248                                     | Artem Samolenkov (RUS) | 45e            |
| 249                                     | Vadim Zhuravlev (RUS)  | 86e            |
| 250                                     | Vasily Neustroev (RUS) | 43e            |
| 251                                     | Sergey Shilov (RUS)    | 42e            |
| 252                                     | Dmitriy Sokolov (RUS)  | 49e            |
| Directeur sportif : Alexander Kuznetsov |                        |                |

| Équipe nationale d'Espagne ESP     | Équipe nationale d'Espagne ESP | Équipe nationale d'Espagne ESP |
| ---------------------------------- | ------------------------------ | ------------------------------ |
| Num                                | Coureur                        | Pos                            |
| 253                                | Albert Torres (ESP)            | 10e                            |
| 255                                | Xavier Cañellas (ESP)          | 160e                           |
| 256                                | Sebastián Mora (ESP)           | 127e                           |
| 258                                | Julio Amores (ESP)             | 107e                           |
| 259                                | Vicente García de Mateos (ESP) | 30e                            |
| 261                                | Illart Zuazubiskar (ESP)       | 60e                            |
| 262                                | Marcos Jurado (ESP)            | 112e                           |
| 263                                | Jon Irisarri (ESP)             | 29e                            |
| Directeur sportif : Salvador Melià |                                |                                |

| Équipe nationale du Royaume-Uni GBR | Équipe nationale du Royaume-Uni GBR | Équipe nationale du Royaume-Uni GBR |
| ----------------------------------- | ----------------------------------- | ----------------------------------- |
| Num                                 | Coureur                             | Pos                                 |
| 266                                 | Bradley Wiggins (GBR)               | 135e                                |
| 268                                 | Andrew Tennant (GBR)                | 132e                                |
| 269                                 | Steven Burke (GBR)                  | 155e                                |
| 270                                 | Owain Doull (GBR)                   | 14e                                 |
| 271                                 | Jonathan Dibben (GBR)               | NP                                  |
| 273                                 | Oliver Wood (GBR)                   | 35e                                 |
| 274                                 | Christopher Latham (GBR)            | 21e                                 |
| 277                                 | Gabriel Cullaigh (GBR)              | 96e                                 |
| Directeur sportif : Keith Lambert   |                                     |                                     |